# Кабраль, Родриго Федерико
Родриго Эсекиэль Кабраль (исп. Rodrigo Ezequiel Cabral; род. 8 августа 2000, Мерседес, Корриентес) — аргентинский футболист, защитник клуба «Уракан», выступающий на правах аренды за «Архентинос Хуниорс».

## Клубная карьера
Кабраль — воспитанник клубов «Пасо де Лос-Андес», «Сан-Лоренсо Мерседес» и «Уракан». 29 сентября 2019 года в матче против «Атлетико Тукуман» он дебютировал в аргентинской Примере в составе последнего. 30 ноября 2021 года в поединке против «Платенсе» Родриго забил свой первый гол за «Уракан».   